# Anthocharis belia
Anthocharis belia is een vlindersoort uit de familie Pieridae (witjes) en de onderfamilie Pierinae.
De soort komt voor in het westen van Noord-Afrika, op het Iberisch Schiereiland en in aangrenzend Frankrijk.
De vlinder heeft een spanwijdte van 18 tot 20 millimeter. De waardplanten zijn Biscutella laevigata en Isybrium officinale.

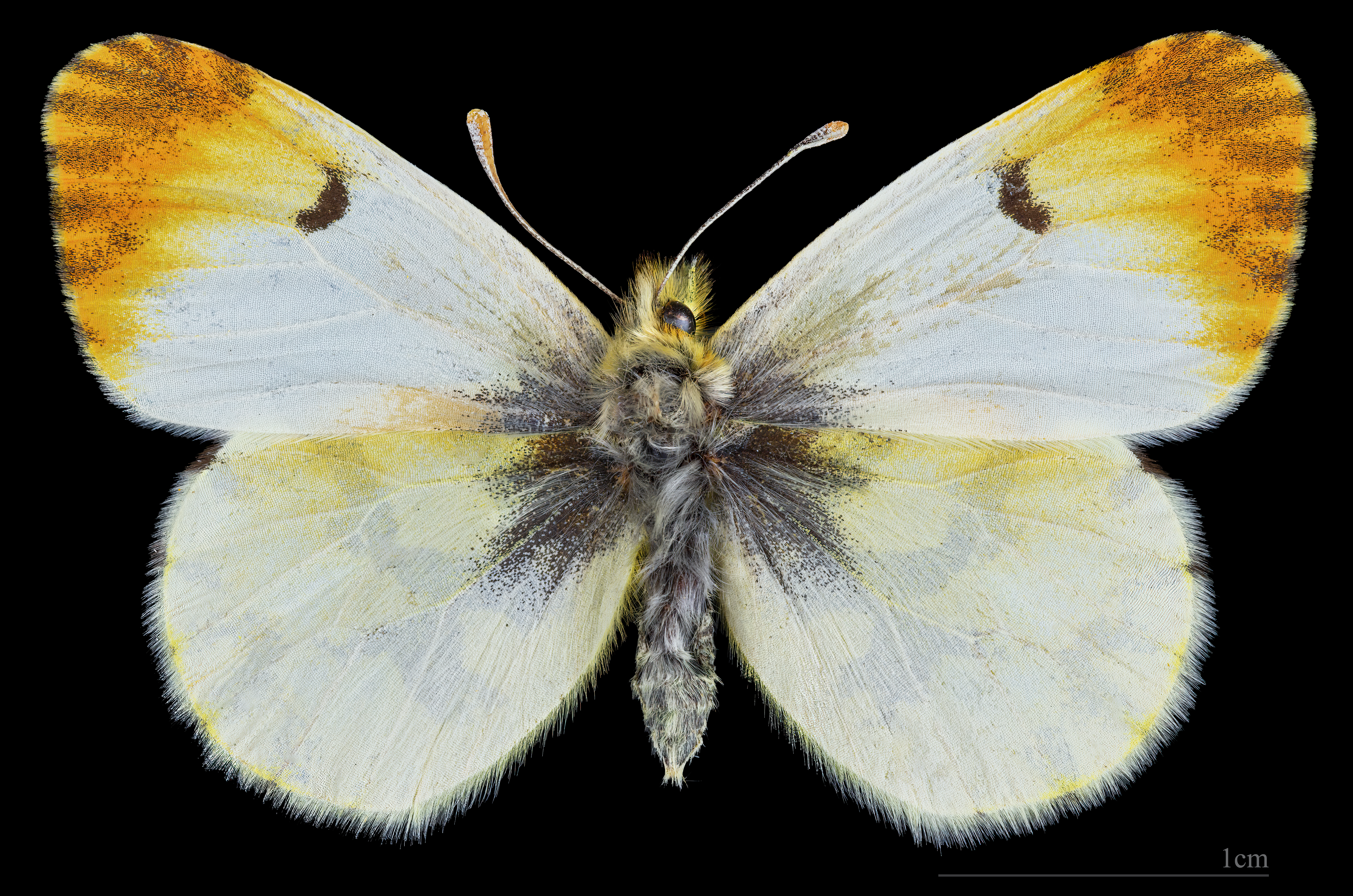
Anthocharis belia belia  ♀
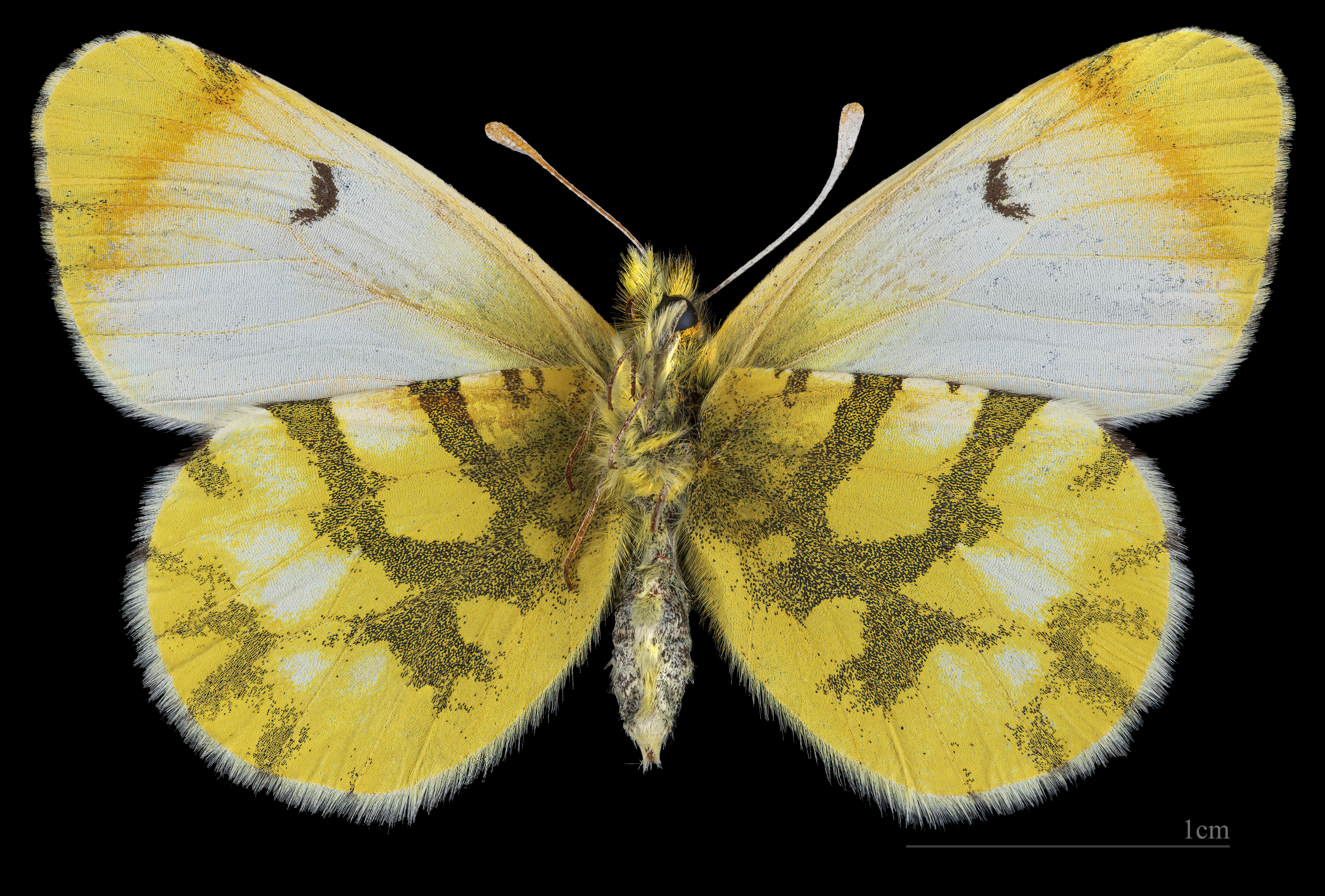
Anthocharis belia belia   ♀ △

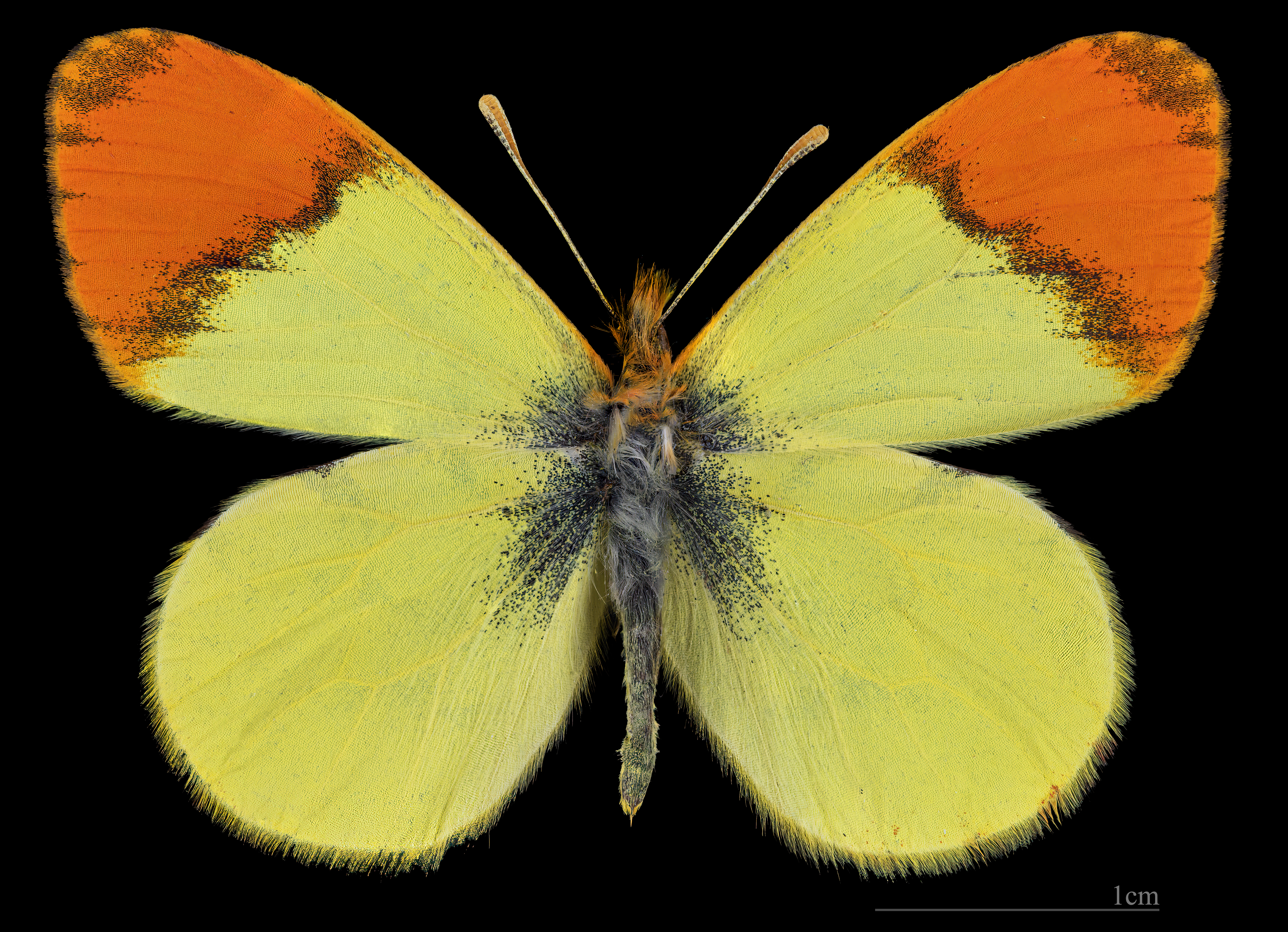
Anthocharis belia androgyne ♂
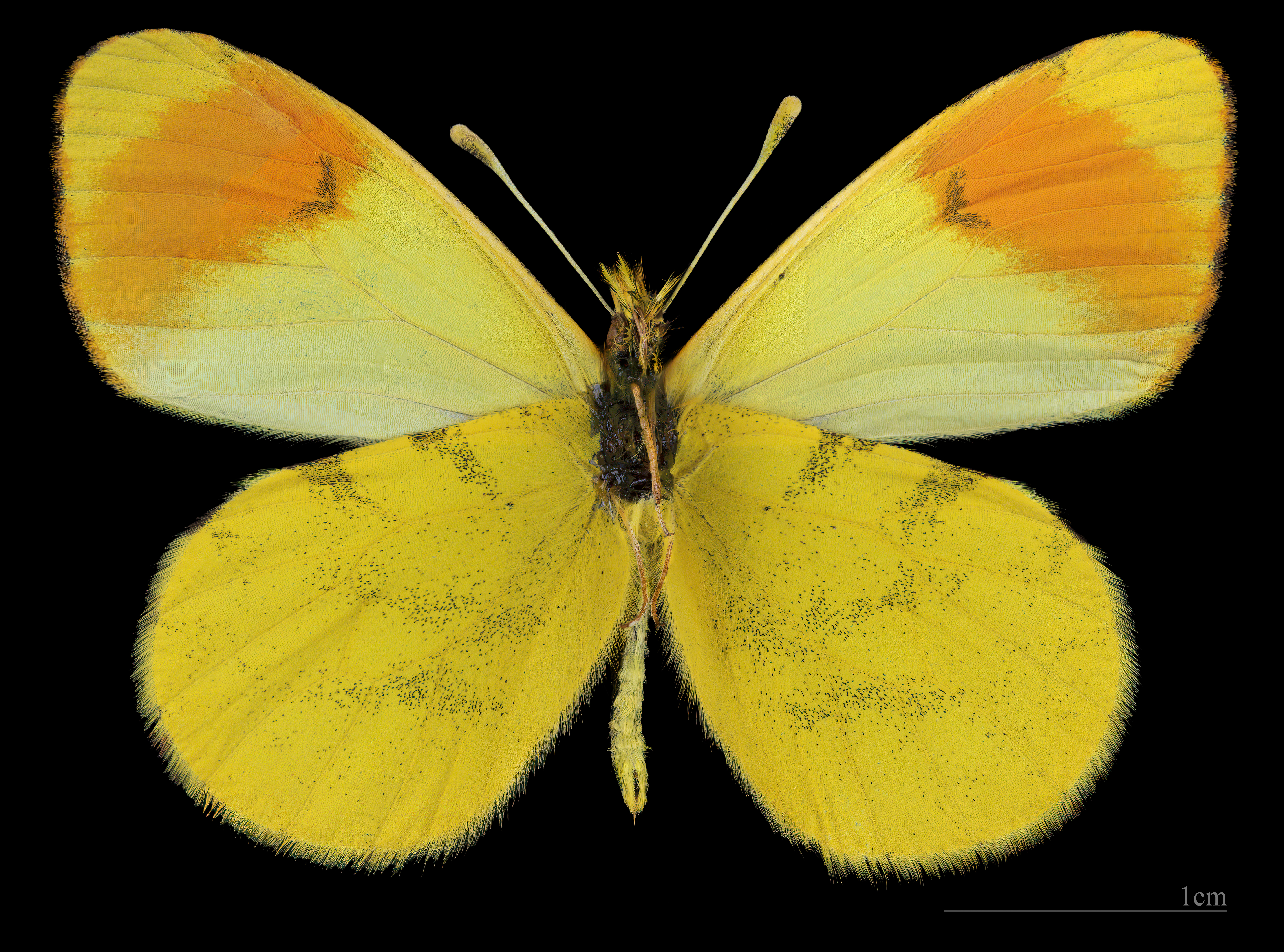
Anthocharis belia androgyne ♂ △
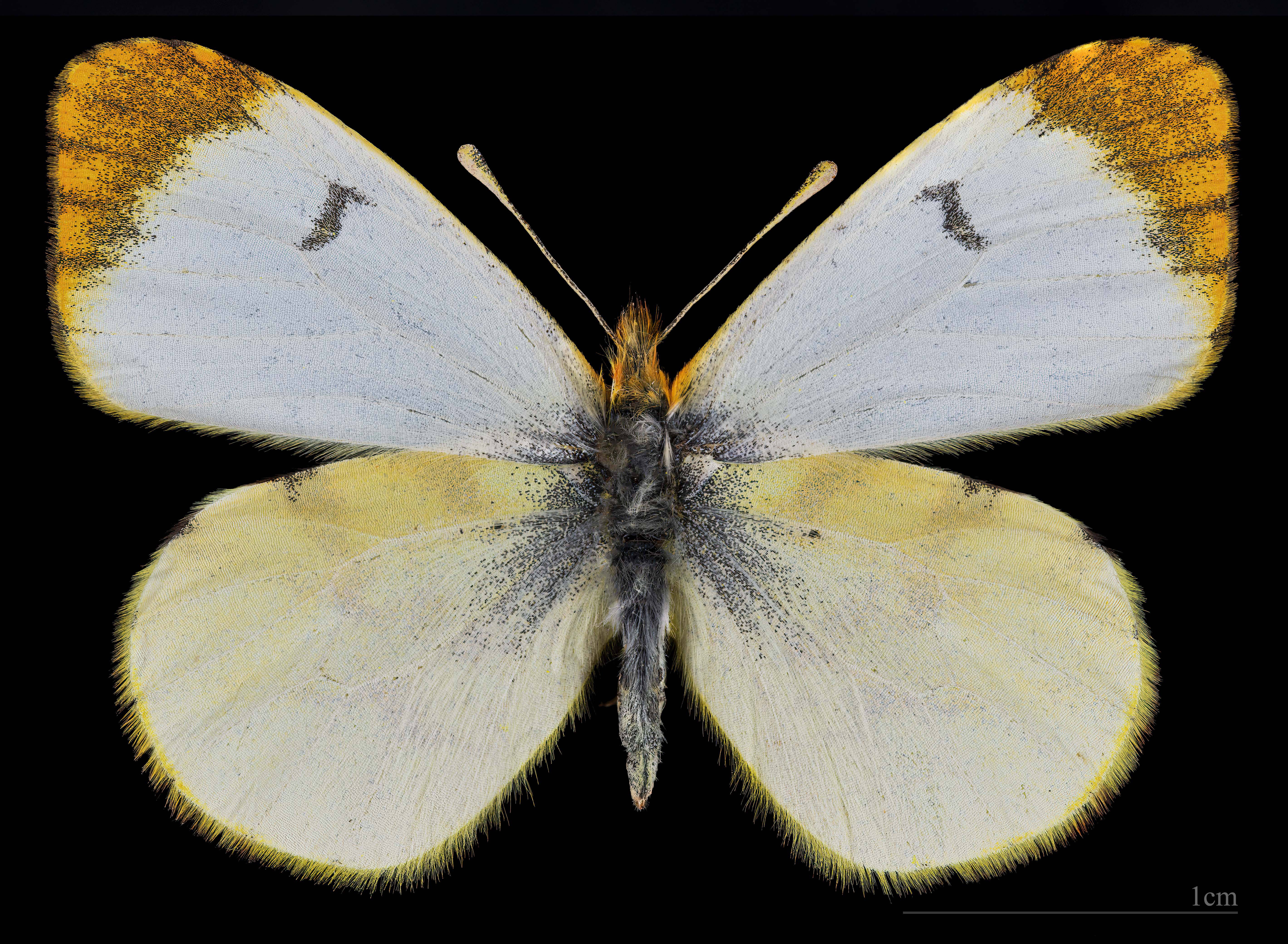
Anthocharis belia androgyne ♀
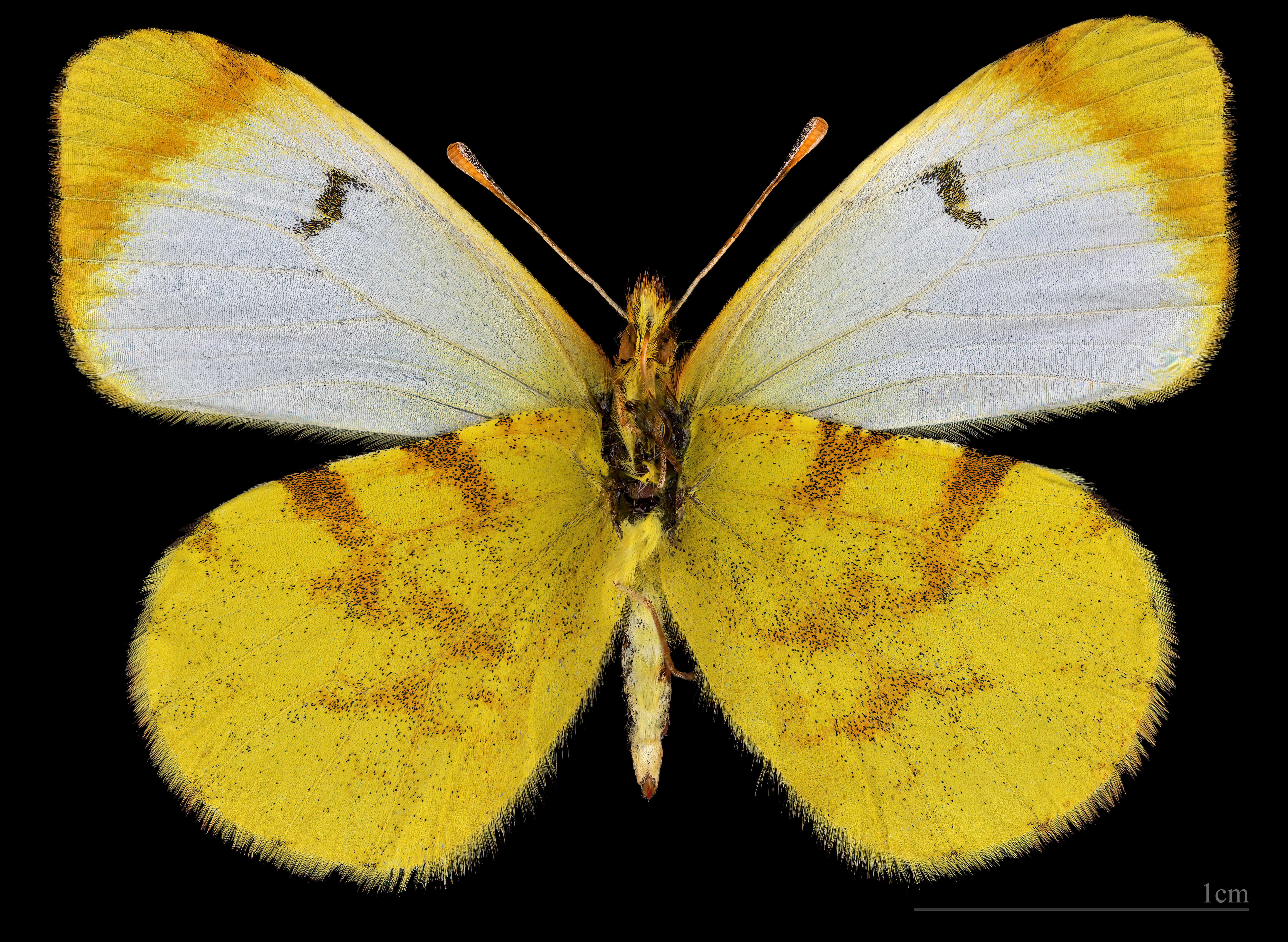
Anthocharis belia androgyne ♀ △

Anthocharis belia werd in 1767 beschreven door Linnaeus.